# هانس فلوك
هانس فلوك (بالنرويجية البوكمول: Hans Flock)‏ هو قاضي ومحامي نرويجي، ولد في 18 أبريل 1940 في Hølonda Municipality ‏ في النرويج.